# Mawashi geri
Uzasadnienie:  bardziej szczegółowy artykuł traktujący o tym samym 
Mawashi-geri (jap.  回し蹴り) można przetłumaczyć jako „cios z półobrotu”, chociaż poprawną nazwą jest kopnięcie okrężne. Jest to kopnięcie używane w japońskich sztukach walki.

## Technika
Mawashi-geri może być wykonany z różnych pozycji i istnieje kilka metod jego poprawnego wykonania. Technika używana jest głównie w Karate, Jujutsu, Kenpo itp. Częścią jej wykonania, która zawsze jest stała, jest to, że kopnięcie jest wykonywane do wewnątrz i pod kątem, co najmniej równolegle do płaszczyzny maty, do 45 stopni w górę. Jest to uderzenie boczne powierzchnią stopy. W idealnej sytuacji stopa znajdująca się na ziemi podczas kopnięcia wskazuje bezpośrednio od przeciwnika, ale od 90 do 45 stopni odchyłu może być również akceptowalne.

### Warianty
Jeśli mawashi-geri zostanie wyprowadzony przez nogę wykroczną, rozpoczyna ona ruch z ziemi, przesuwając się na pozycję z ugiętym kolanem wskazującym na obszar gdzie ma sięgnąć uderzenie. Bez zatrzymywania, noga obraca się do wewnątrz pod dowolnym kątem, w którym zostanie wyprowadzone kopnięcie, a na końcu, noga zostaje wyrzucona aby uderzyć przeciwnika, po czym natychmiast wraca na matę.
Jeśli kopnięcie jest wyprowadzane z nogi zakrocznej, możliwy jest inny wariant. Noga zakroczna podnosi się ze zgiętym kolanem skierowanym w bok, a całe ciało obraca się, w momencie gdy kolano obraca się do przodu. Obrót ciała i boczny ruch nogi zwiększają pęd nogi, który porusza się w taki sam sposób jak w wypadku kopnięcia wyprowadzanego przez nogę wykroczną.
Ostatnia możliwa zmiana dotyczy samej stopy. Można albo uderzyć podbiciem stopy (z kostką i palcami zadartymi), albo poduszką stopy (kostki i palce odgięte). Ewentualnie można całkowicie zrezygnować z używania stopy i zamiast tego uderzyć golenią.

## Cele
Typowymi celami tego kopnięcia są głowa (szczególnie podczas zawodów) oraz kolana i wolne żebra. Kyokushinkai karatecy zazwyczaj używają niskich ataków mawashigeri, aby uderzać w uda przeciwników, podczas gdy w innych stylach walki ten cel uderzenia jest mniej powszechny.
W sztukach walki istnieje wiele różnych metod wyprowadzania okrężnych kopnięć. Jedna z metod uwzględnia podniesienie kolana, a następnie szybkie obrócenie biodra i wyprowadzenie kopnięcia poduszką stopy.
W miarę upływu lat niektóre szkoły sztuk walki trenują kopnięcia okrężne golenią, co zawsze było preferowaną metodą w Muay Thai.
Innym popularnym miejscem kontaktowym jest wierzch stopy. Kopnięcia z ich wykorzystaniem są, ze względów bezpieczeństwa, zwykle praktykowane podczas sparingów w szkołach sztuk walki.
Obecnie coraz więcej karateków stosuje „zamarkowane kopnięcia”, które występują, gdy trenujący podniesie swoją atakującą nogę wyżej niż zamierzony cel, następnie wykonując kopnięcie z góry. Bardzo skuteczny atak na udo.